# Toldos Aharon
Il Toldos Aharon è un movimento ebraico chassidico devoto, insulare, fervidamente antisionista. Il gruppo è caratterizzato da estrema prudenza e il desiderio di preservare la vita del vecchio Yishuv a Gerusalemme, in netta opposizione al sionismo, in un rigoroso stile di vita secondo i dettami della regola Haredi, con uno stile speciale di capi di abbigliamento. Con sede nel quartiere Mea Shearim di Gerusalemme, la comunità ha anche numeri significativi a Ramat Beit Shemesh, Londra e New York City, e altri membri a Tiberiade e Harish. La setta ha circa 1.800 famiglie. Toldos Aharon è una scissione da Shomer Emunim. È guidato dal suo Rebbe, Dovid Kohn.

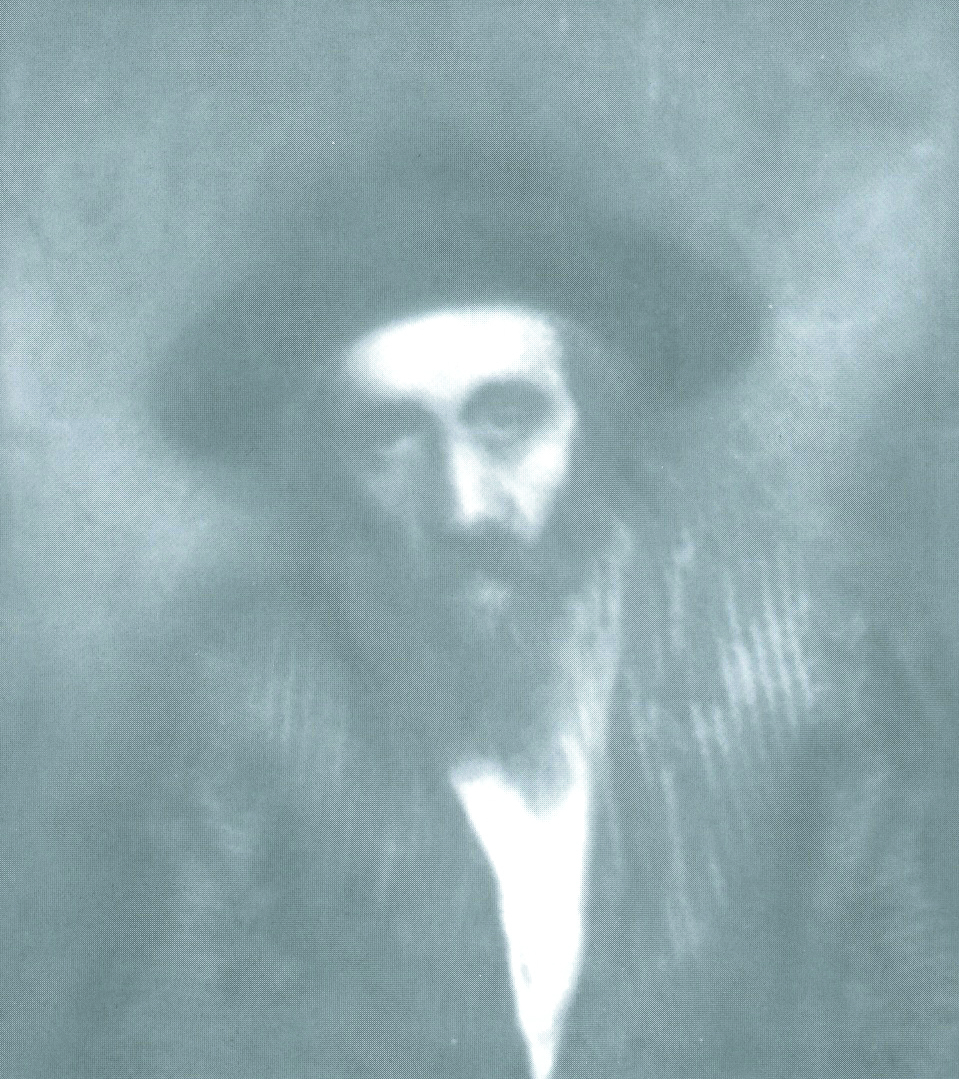
Rabbino Aharon Roth

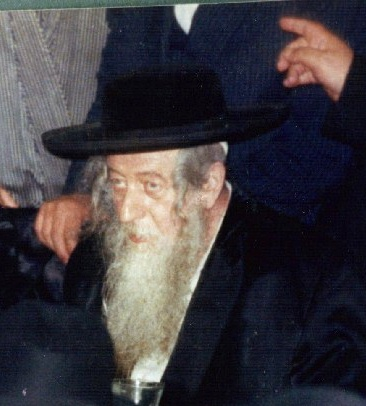
Il rebbe, il rabbino Avrohom Yitzchok Kohn

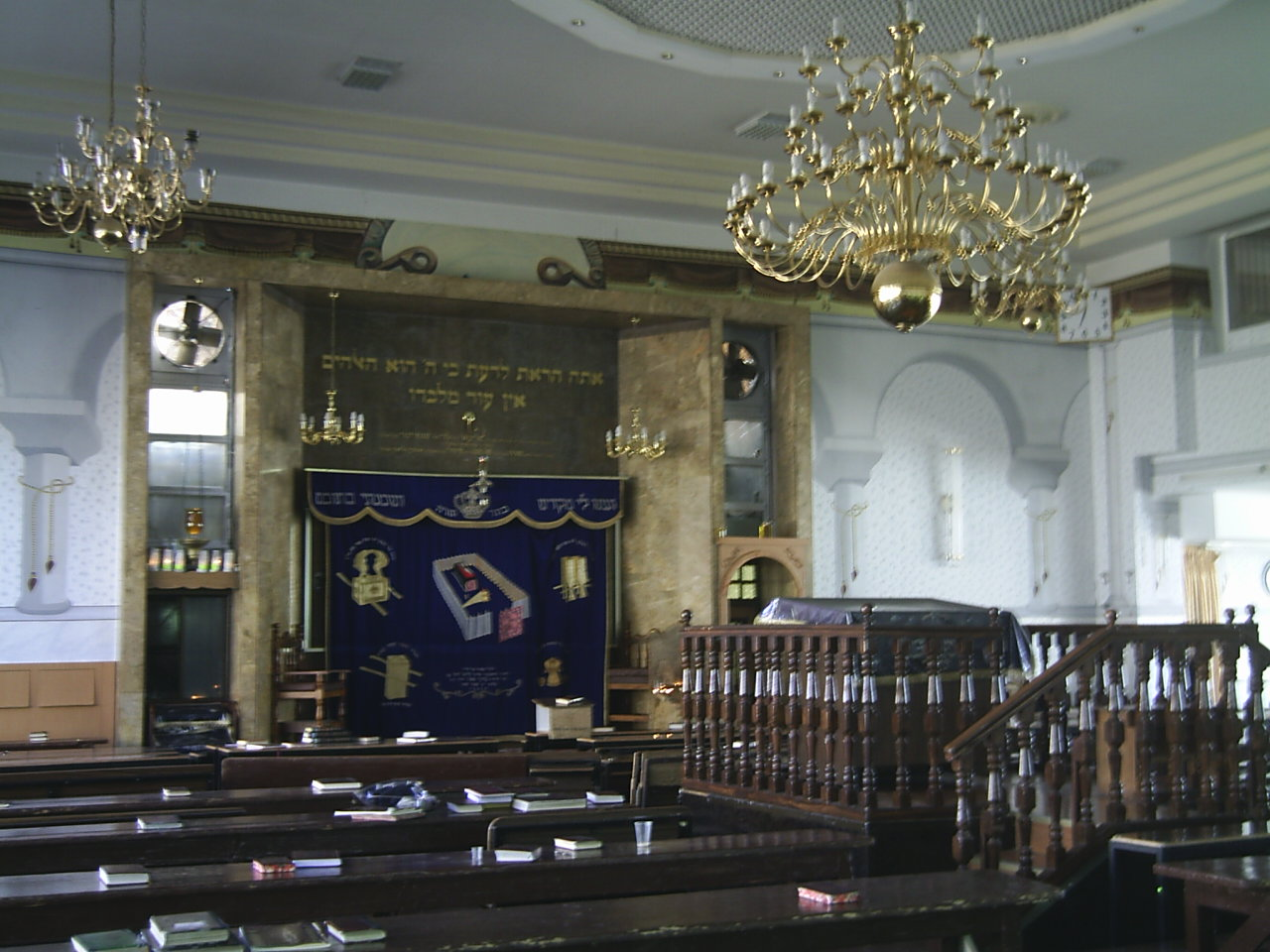
La sinagoga della corte prima dei lavori di ristrutturazione

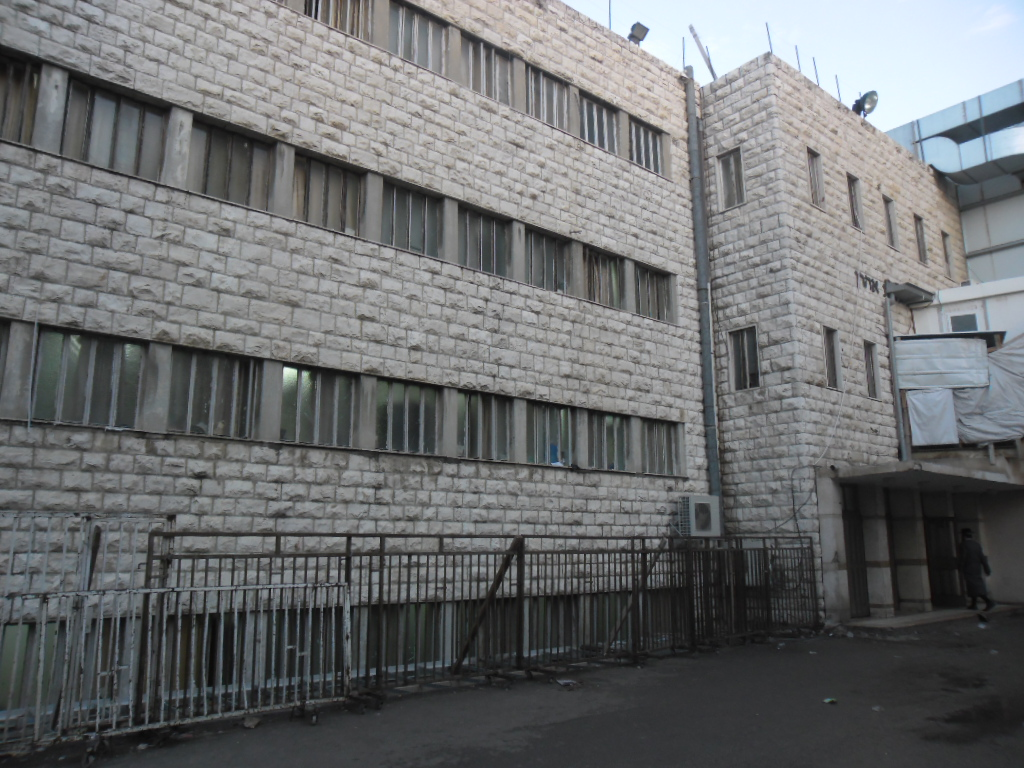
Esterno del Talmud Torah

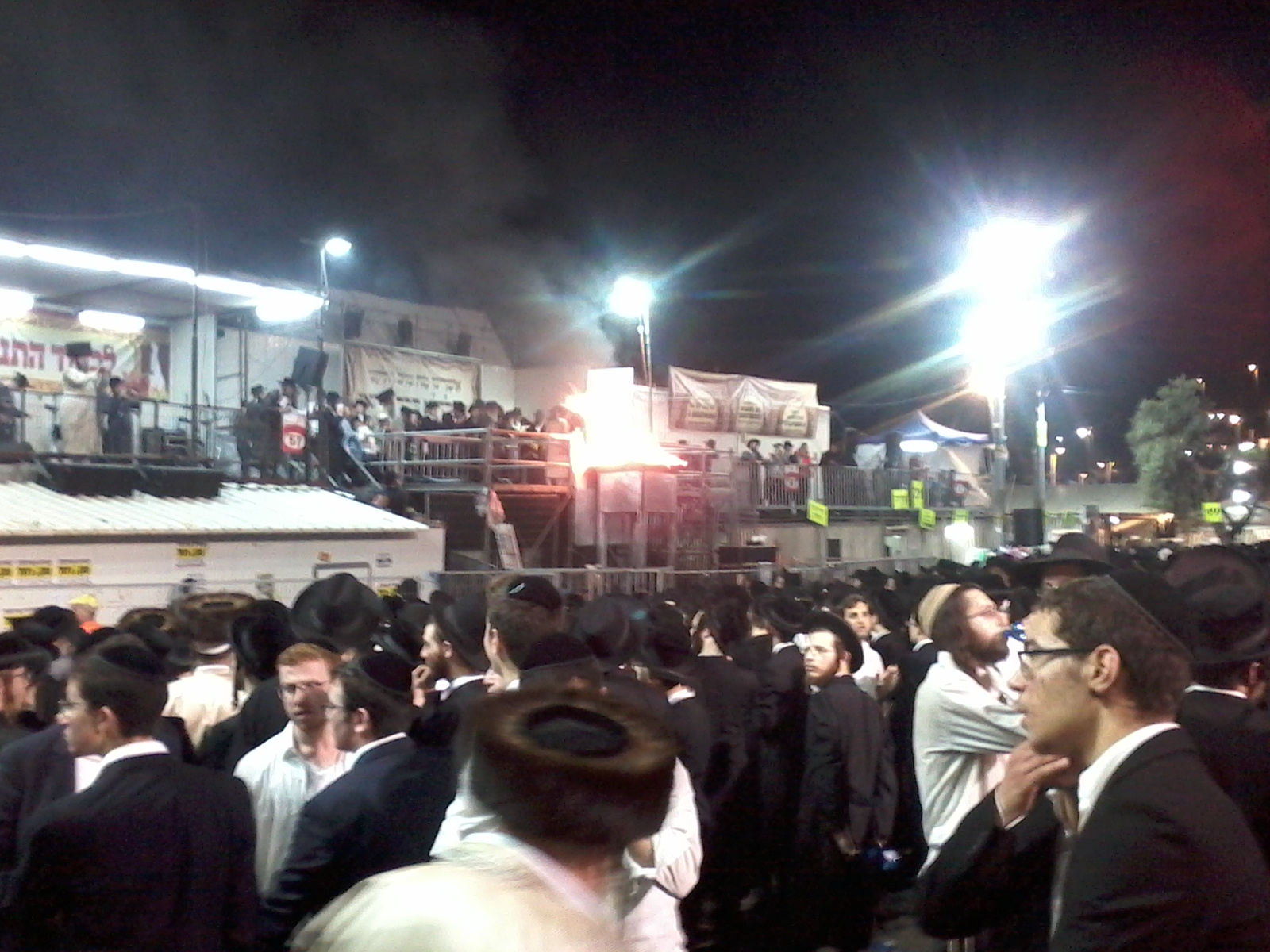
Accensione del falò della corte presso il sito della tomba di Rabi Shimon bar Yochai a Meron, Lag BaOmer, 5778

## Storia
Lo Chassidus prende il nome da Aharon Roth, che ha istituito un gruppo a Satmar  (Ungheria) nel 1921. Nel 1928, il rabbino Roth emigrò in Terra d'Israele. A causa dell'importanza speciale che dava alla recitazione dell'amen ad alta voce, Roth cambiò il nome del gruppo nel 1933 in "Shomer Emunim".
Roth morì il 6 nisan nel 1947. In seguito la maggior parte dei suoi studenti e discepoli ha scelto come guida il genero di Aharon, Avrohom Yitzchok Kohn. Egli stabilì la sua corte alla periferia del quartiere di Mea She'arim. 
Avrohom Yitzchok Kohn morì durante l'Hanukkah del 1996. Kohn aveva molti figli, quattro dei quali oggi sono rebbi.

## Abito e costumi

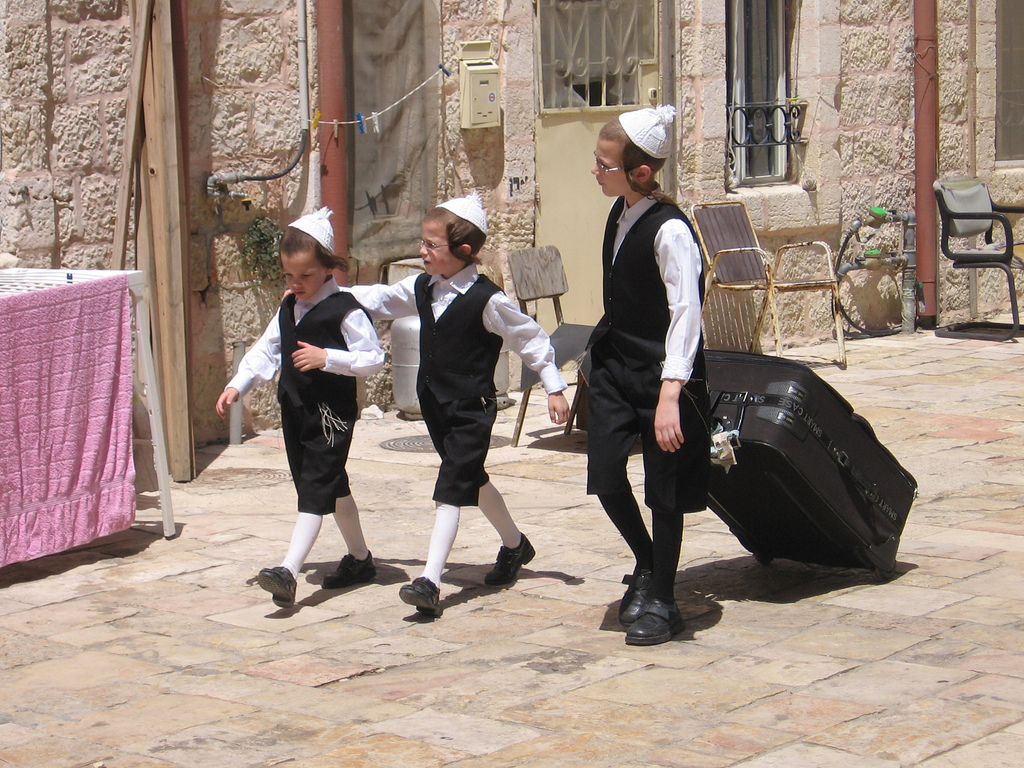
I ragazzi di Toldos Aharon si sono vestiti per lo Shabbat, Mea Shearim, 2007

A Gerusalemme, gli uomini sposati indossano cappotti "zebra" bianchi e grigi durante la settimana e bekish / Caftan (cappotti) dorati durante lo Shabbos . Toldos Aharon e Toldos Avrohom Yitzchok sono gli unici gruppi in cui i ragazzi dai 13 anni in su ( bar mitzvah ) indossano il cappotto dorato e uno shtreimel, come fanno gli uomini sposati; gli uomini sposati possono essere riconosciuti dai loro calzini bianchi, mentre i ragazzi non sposati indossano calzini neri. In altri gruppi chassidici, solo gli uomini sposati indossano uno shtreimel . Tutti i ragazzi e gli uomini indossano un tradizionale yarmulke bianco, tipico di Gerusalemme. I ragazzi non sposati indossano un normale cappotto nero con cintura attaccata nei giorni feriali, a differenza degli uomini sposati, che indossano il cappotto in stile "zebra".
Le donne sposate si coprono i capelli senza indossare parrucche e gli standard di tzniut che ci si aspetta da loro sono i più severi tra tutti i gruppi ebraici chassidici/ortodossi. Come è consuetudine nella tradizionale comunità di Gerusalemme, le ragazze non sposate hanno i capelli raccolti in due trecce, a differenza della maggior parte delle altre comunità Haredi, dove le ragazze indossano una semplice coda di cavallo.